# Antípatro de Sidón
Antípatro de Sidón (Αντίπατρος ο Σιδώνιος: siglo II a. C.) fue un poeta griego autor de varios epigramas de la antología griega. Fue contemporáneo de Q. Catullus (cónsul en 102 a. C.) y de Crassus (cuestor en Macedonia en 106 a. C.). Es mencionado por Cicerón. Fue uno de los muchos escritores que hicieron una relación de los monumentos y construcciones del mundo clásico que se consideraban síntesis de la belleza, es decir, las siete maravillas del mundo antiguo. Se limitó a siete, un número mágico entre los griegos. Murió muy viejo.

He posado mis ojos sobre la muralla de la dulce Babilonia, que es una calzada para carruajes, y la estatua de Zeus de los alfeos, y los jardines colgantes, y el Coloso del Sol, y la enorme obra de las altas Pirámides, y la vasta tumba de Mausolo; pero cuando vi la casa de Artemisa, allí encaramada en las nubes, esos otros mármoles perdieron su brillo, y dije: aparte de desde el Olimpo, el Sol nunca pareció jamás tan grande.
Antípatro de Sidón, Antología Griega (IX.58).